# شرمن (داکوتای جنوبی)
شرمن(به انگلیسی: Sherman) شهری در ایالت داکوتای جنوبی کشور ایالات متحده آمریکا است که جمعیت آن در سرشماری سال ۲۰۱۰ میلادی، ۷۸ نفر بوده‌است.